# غاموس
غاموس هي قرية في مقاطعة ماكو، إيران. عدد سكان هذه القرية هو 49 في سنة 2006.